# Relations entre Niue et l'Union européenne
Les relations entre Niue et l’Union européenne sont les relations entre un État libre associé à la Nouvelle-Zélande et l'Union européenne. Niue fait partie des États ACP.

## Aide au développement
Au titre du 9e Fonds européen de développement, l’UE a octroyé 3 millions d'euros à Niue. Lors du 10e Fonds, la même somme fut accordée à l'île afin de soutenir l'infrastructure énergétique, le développement économique, la coopération technique et la lutte contre le changement climatique.

## Sources

## Compléments